# Red Bull Soapbox Race

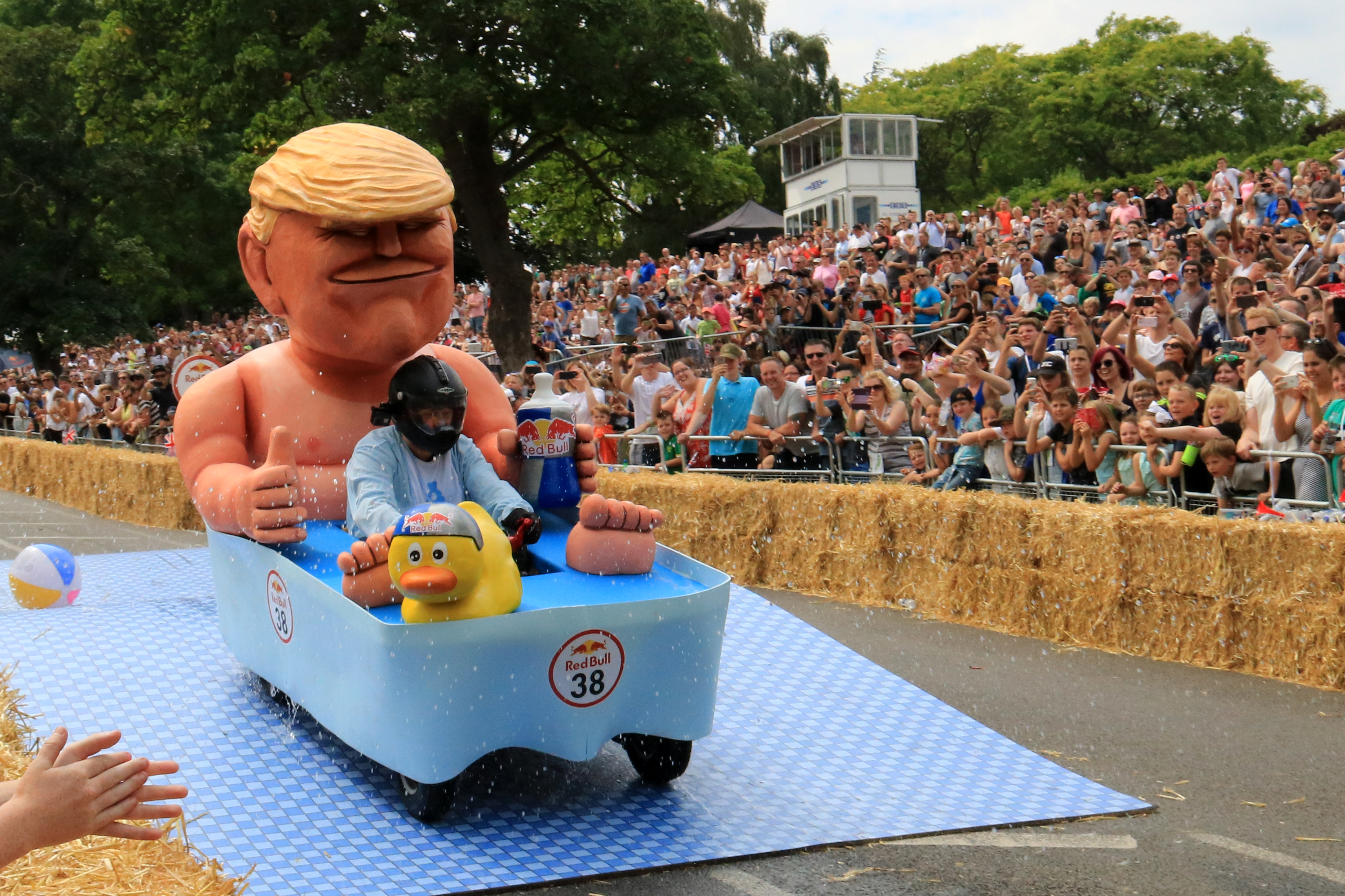
Jedním z kritérií hodnocení je nápaditost a vtipnost vozidla (Red Bull Soapbox Race, Londýn 2017)

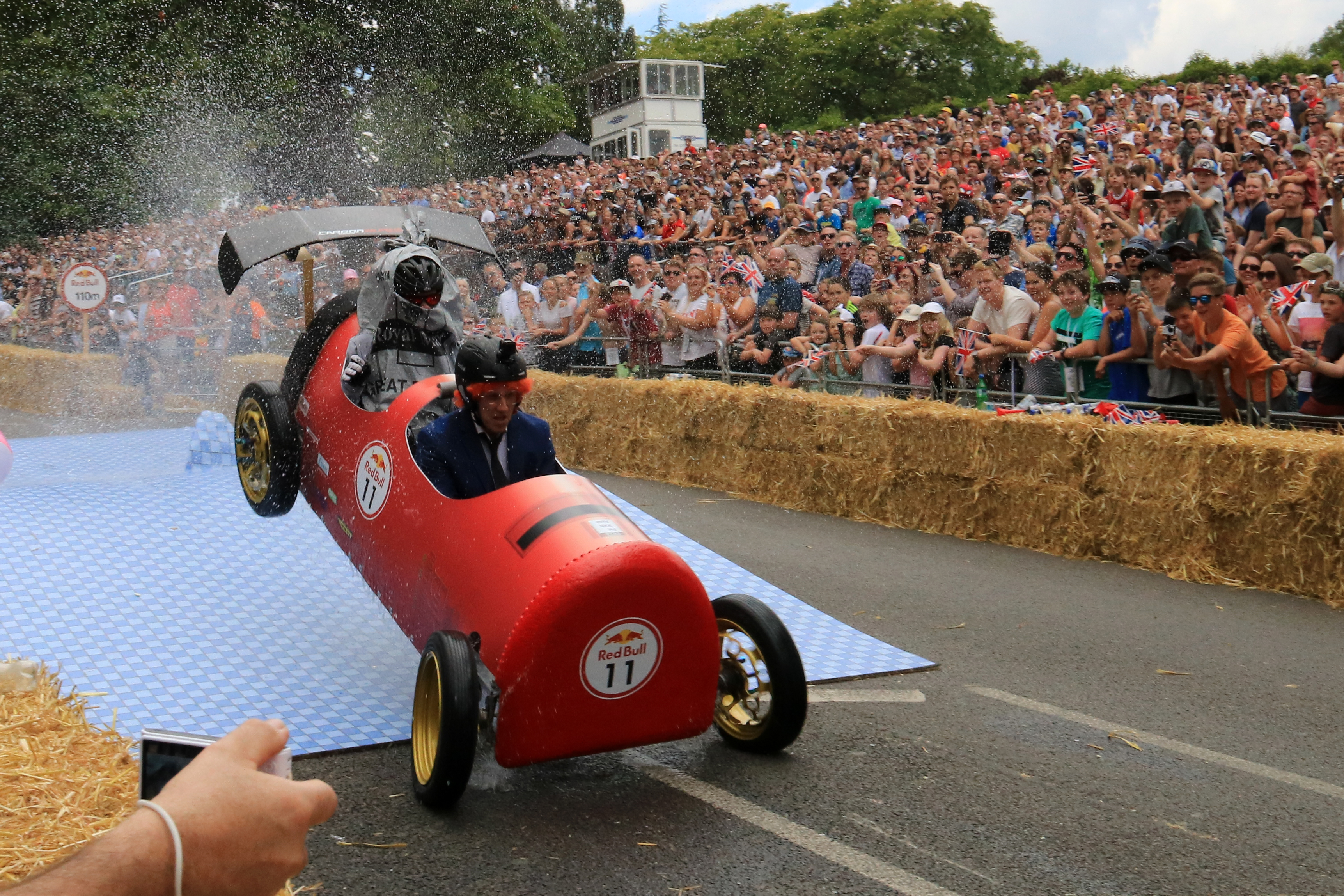
Překážky testují odolnost vozidel (Red Bull Soapbox Race, Londýn 2017)

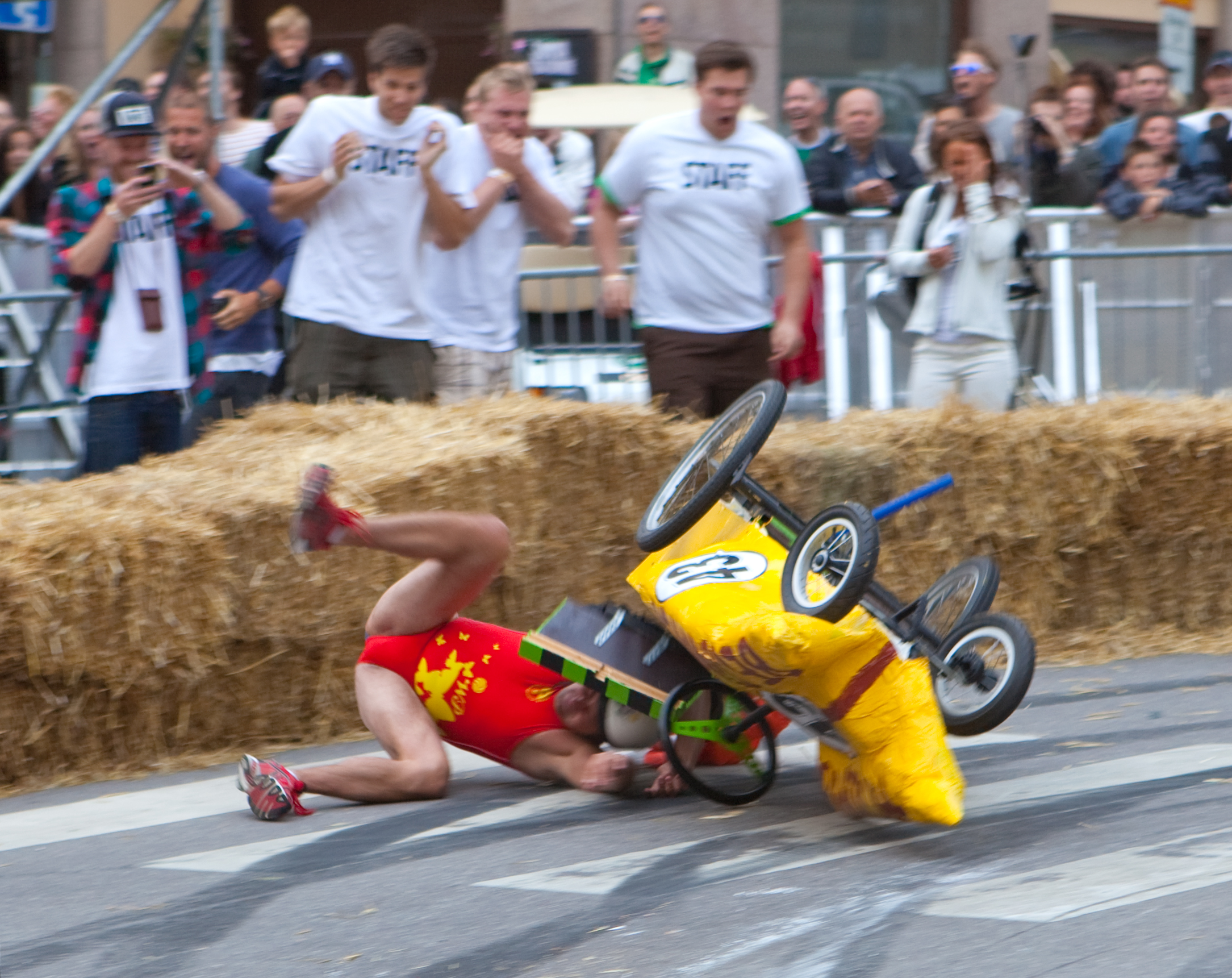
Občas dojde i k havárii – každý závodník musí být vybaven helmou (Red Bull Lådbilsrally, Stockholm 2011)

Red Bull Soapbox Race (do češtiny překládáno jako „Red Bull Káry“) jsou závody minikár pořádané firmou Red Bull v mnoha zemích po celém světě. Na rozdíl od běžných závodů minikár v nich nejde pouze o dosažení co nejlepšího času, ale také o vzhled vozidla a celkový dojem z jízdy. Jedná se z velké části o recesistickou akci.
První závod se konal v roce 2000 v Bruselu. Od té doby se konalo více než sto závodů po celém světě. Jubilejní, stý závod se konal v roce 2015 v Jordánsku.
V zemích jako USA, Velká Británie nebo i Itálie se používá původní anglický název Red Bull Soapbox Race, v dalších zemích jsou však tyto závody známy pod jinými názvy:
- Belgie a  Nizozemsko – Red Bull Zeepkistenrace
- Brazílie – Red Bull Ladeira Abaixo
- Česko a  Slovensko – Red Bull Káry
- Finsko – Red Bull Mäkiauto GP
- Francie – Red Bull Caisses à Savon
- Japonsko a  Jižní Afrika – Red Bull Box Cart Race
- Německo – Red Bull Seifenkistenrennen
- Norsko – Red Bull Olabil
- Nový Zéland – Red Bull Trolley Grand Prix
- Španělsko – Red Bull Autos Locos
- Švédsko – Red Bull Lådbilsrally

Mezi základní pravidla Red Bull Soapbox Race patří, že vozidla musejí striktně vyhovovat daným maximálním rozměrům, musejí se pohybovat pouze svou vlastní vahou (není možné se ani např. odrážet nohama), musejí mít funkční brzdy (brzdění nohama je nepřípustné) a každý jezdec musí mít helmu. Každé vozidlo podléhá konečnému schválení pořadatelem.
Hodnocení se skládá ze třech složek, první dvě složky jsou hodnoceny porotou, kterou typicky tvoří nějaké známé osobnosti:
1. Konstrukce vozu – hodnotí se zejm. originalita, vtipnost a invence
2. Úvodní show – každý tým má před samotnou jízdou 30 vteřin na to, aby předvedl vtipnou scénku
3. Zajetý čas

V rámci propagace se závodů Red Bull Soapbox Race zúčastnili i piloti F1 týmu Red Bull Racing – Sebastian Vettel v roce 2013 v německém Hertenu a Max Verstappen v roce 2015 v nizozemském Valkenburgu, kde se sjížděl kopec Cauberg.
Vstup na závody Red Bull Soapbox Race je zdarma.

## Red Bull Káry v ČR
V Česku se dosud konaly celkem čtyři závody – v letech 2001, 2003, 2008 a 2023.

### Rok 2001
První závod Red Bull kár se v ČR konal v neděli 9. září 2001 v Praze na Strahově v lokalitě Spiritka. Závodu se zúčastnilo 30 týmů. Akci doprovázelo deštivé počasí. Akce byla propagována např. pomocí reklamních pohlednic firmy Boomerang. Celkové prize money bylo 150 000 Kč.
Výtah z tehdejších pravidel:
- Maximální rozměry vozidel: délka 3 m, šířka 1,5 m, výška 2 m
- Prezence soutěžících v 11:00, technická přejímka ve 12:00–13:00, start ve 14:00
- Minimální věk účastníka: 14 let
- Povinnost používat helmu, brýle a rukavice
- Každá minikára jede za odpoledne čtyřikrát, počítá se součet časů. Za volantem se musí vystřídat dva až čtyři jezdci, na palubě může být vždy jen jeden jezdec
- Primární cenou je cena za nejlepší dosažený čas, sekundární cenou je cena za konstrukci minikáry
- Každý startuje na vlastní nebezpečí

Sponzory akce byly Boomerang Media a Radio Bonton.

### Rok 2003
Druhý závod Red Bull kár se konal v neděli 22. června 2003 na Petříně v Seminářské zahradě. Tento rok se počasí vydařilo a akce přilákala zhruba 40 tisíc lidí – diváci zaplnili v podstatě celou stráň Petřínských sadů od lanové dráhy až po Schönbornskou zahradu (velvyslanectví USA). Start byl u restaurace Petřínské terasy, cíl u „Hellichovky“ – trať měla cca 500 metrů.
Na závod bylo možné se přihlásit online nebo pomocí pohlednic Boomerang. Ke schválení účasti bylo dále potřeba zaslat pořadateli podrobný náčrt vozidla na milimetrovém papíře.
Tento rok již byl kladen mnohem větší důraz na nápaditost a vtipnost jednotlivých vozidel. Celkové hodnocení se skládalo z předvedené úvodní show při startu, konstrukce vozidla a zajetého času. Čas měl ze všech položek nejnižší váhu (max. počet bodů byl 200 za úvodní show, 200 za konstrukci vozidla a 100 za zajetý čas – celkem tedy max. 500 bodů). Stále však bylo nutné závod dokončit.
Kreativitu hodnotila čtyřčlenná porota, celé klání moderoval herec Tomáš Hanák. V porotě zasedli designér Maxim Velčovský, snowboardista Martin Černík, zástupce šéfredaktora časopisu Esquire Jan Dvořák a šéf českého zastoupení značky Puma Miroslav Ryba.
Start závodu byl ve 13:00. Závodu se zúčastnilo 58 týmů, z toho 54 bylo klasifikováno. Stavba trati trvala 36 hodin a bylo na ni použito přes 400 balíků slámy.
Pravidla pro stavbu vozidla byla podobná jako v roce 2001, maximální povolená výška však byla zvýšena na 2,5 metru. Maximální hmotnost vozidla byla 100 kg bez řidiče.
Sponzory akce byly Boomerang Media a časopis Esquire.
Akci zajišťovala společnost První Pražská Multimediální Produkce (PPMP).
Dvanáctiminutová reportáž z tohoto závodu byla odvysílána v neděli 13. 7. 2003 na ČT1. Tuto reportáž připravila firma AGES.

#### Stupně vítězů
Zdroj: 
|                  | Tým            | Vůz      | Čas      | Body | Odměna     |
| ---------------- | -------------- | -------- | -------- | ---- | ---------- |
| Zlatá medaile    | Kinďjaba J.N.  | Watercar | 00:50,82 | 485  | 100 000 Kč |
| Stříbrná medaile | Poslední cesta | Hrob     | 00:46,87 | 469  | 30 000 Kč  |
| Bronzová medaile | Kuchaři        | Sporák   | 00:41,97 | 459  | 20 000 Kč  |

### Rok 2008
V neděli 22. června 2008 zavítaly Red Bull káry do Brna. Zhruba 400 metrů dlouhá trať vedla Žebětínskou ulicí od bývalého kohoutovického lomu k Farinově zatáčce – místy, kudy vedl starý Masarykův okruh. Akce přilákala zhruba 20 tisíc lidí; doprovázelo ji slunečné tropické počasí.
Trať závodu simulovala průběh dálnice D1 na cestě z Prahy do Brna. Závodníci startovali v „Praze“, na trati na ně číhaly překážky v podobě zúžení v „Mirošovicích“, deště v „Humpolci“, vichřice u „Větrného Jeníkova“ a panelového koberce u „Třebíče“. Cíl byl samozřejmě v „Brně“.
Celkové prize money bylo oproti předchozím ročníkům zdvojnásobeno na 300 000 Kč.
Moderátory akce byli Tomáš Matonoha, Lenny Trčková a sportovní komentátor Petr Horák. V porotě zasedli Roman Onderka, Patrik Eliáš, Břetislav Enge, Petr Kuchař, Bohumil Staša, Aleš a Elen Valentovi, Michal Dvořák, Josef Polášek a módní návrhářky z firmy Leeda.
Oproti předchozím ročníkům mohli tento rok jet ve vozidle i dva jezdci zároveň, čehož využil např. vítězný tým Pink Sabbath.
Start závodu byl ve 14:00, vyhlášení výsledků v 17:00. Závodu se zúčastnilo 47 týmů, z toho 7 týmů ze Slovenska.
Sponzory akce byly město Brno, Evropa 2, Centrum.cz a časopis ABC.

#### Stupně vítězů
Zdroj: 
|                  | Tým                   | Město      | Vůz               | Body | Odměna     |
| ---------------- | --------------------- | ---------- | ----------------- | ---- | ---------- |
| Zlatá medaile    | Pink Sabbath          | Praha      | růžový cadillac   | 157  | 150 000 Kč |
| Stříbrná medaile | Monstorm              | Bratislava | Praga V3S         | 156  | 100 000 Kč |
| Bronzová medaile | Lihoborci ze Slovácka | Ořechov    | pojízdná pálenice | 151  | 50 000 Kč  |

### Rok 2023
V roce 2023 se Red Bull káry po 15 letech odmlky vrátily do Česka. Závod se konal v sobotu 16. září na Strahově v parku Královka v lokalitě Dlabačov. Cca 350 metrů dlouhá trať vedla zejm. Chodeckou ulicí, start byl u parkoviště v Diskařské ulici, cíl u autobusové zastávky Malovanka. Dorazilo zhruba 20 tisíc diváků. Akci pořádala agentura NEXT LEVEL s.r.o.
Závodu se zúčastnilo 38 týmů, start závodu byl ve 14:00.
Akci moderovali Johan Mádr, Ondřej Havel, Michal Borovský a Naomi Adachi. V porotě zasedli Eva Adamczyková, Markéta Davidová, Alexander Choupenitch, David Luu, Martin Mikyska, Erik Cais, Lucie Minářová a Patrik Fiala.
Odměnou za první místo byl týmový zájezd na Red Bull Ring nebo velkou cenu F1.
Sponzory akce byly Kaufland, Foodora a Evropa 2.
Výtah z pravidel:
- Závodu se mohou zúčastnit pouze obyvatelé České republiky starší 18 let
- Tým může mít 4 až 5 osob
- Přihlašování týmu probíhá online, spolu s přihláškou je třeba poslat náčrt svého vozidla
- Z přihlášených týmů vybere pořadatel maximálně 40 týmů, které mohou začít pracovat na konstrukci vozidla
- Zkonstruované vozidlo musí odpovídat odeslanému náčrtu
- Pořadatel zkontaktuje jednotlivé týmy (telefonicky či osobně), aby projednal postup stavby vozidla
- Maximální délka vozidla je 6 metrů, šířka 2 metry a výška 2,5 metru
- Maximální hmotnost vozidla je 80 kg bez řidiče
- Podvozek musí být ve vzdálenosti alespoň 10 cm od země
- Vozidlo musí mít funkční brzdy a řízení, brzdění nohama je zakázáno
- Na palubě vozidla mohou být maximálně dva lidé – řidič a spolujezdec
- Je povinnost mít na sobě přilbu a boty s uzavřenou špičkou

#### Stupně vítězů
Zdroj: 
|                  | Tým               | Vůz                                                       | Body | Body | Body         | Body |
| Kreativita       | Tým               | Vůz                                                       | Show | Čas  | Celkem       |      |
| ---------------- | ----------------- | --------------------------------------------------------- | ---- | ---- | ------------ | ---- |
| Zlatá medaile    | Antické trio      | „Dórská střela“ (dórský sloup)                            | 40   | 40   | 31 (0:43,18) | 111  |
| Stříbrná medaile | Zezadu / Plešouni | „Jirka“ (VW Brouk)                                        | 27   | 36   | 39 (0:37,24) | 102  |
| Bronzová medaile | Super Mario       | „Video Games 1994 Red Bull Edition“ (retro herní konzole) | 36   | 33   | 28 (0:45,13) | 97   |